# Popular (canción de Eric Saade)
«Popular» es una canción escrita en inglés por Fredrik Kempe e interpretada por el cantante sueco Eric Saade. Fue la candidatura presentada por Saade en el Melodifestivalen 2011 para representar a Suecia en el Festival de la Canción de Eurovisión 2011 en Düsseldorf, Alemania. La canción compitió en la segunda semifinal del festival, celebrada el 12 de mayo de 2011, obteniendo la primera posición con 155 puntos.
En la final del 14 de mayo obtuvo la tercera posición con 185 puntos, siendo la mejor puntuación de Suecia tras la victoria de Charlotte Perrelli, en el año 1999, hasta 2012, cuando ganó Loreen.

## Lanzamiento
La canción fue lanzada el 4 de marzo de 2011, justo antes de las semifinales del Melodifestivalen. Debutó en el número uno de los charts suecos, manteniéndose en dicha posición durante cinco semanas consecutivas. Vendió más de 40.000 unidades, obteniendo el certificado de Platino. El videoclip fue dirigido por Mikeadelica y fue estrenado el 14 de abril de 2011.

## Melodifestivalen 2011
Eric Saade interpretó la canción en la tercera semifinal del concurso celebrada el 19 de febrero de 2011, obteniendo el pase directo a la final. Finalmente ganó la preselección nacional que tuvo lugar el 12 de marzo, con un total de 193 puntos. De esos 193 puntos, 112 fueron otorgados por el público y 81 del jurado. El jurado estaba compuesto por profesionales de países como Francia, Rusia, Noruega, Irlanda, Grecia, San Marino, Ucrania, Malta, Croacia, Alemania y Reino Unido. Obtuvo los 12 puntos, la puntuación máxima, de Reino Unido, Malta y Francia.

## Versión de Helena Paparizou
La noche del 10 de marzo, en la final del Melodifestivalen 2012, la cantante greco-sueca Helena Paparizou interpretó una versión de Popular de Eric Saade con un espectáculo de estilo cabaret. A las pocas horas de su aparición en la televisión sueca, la versión de Popular fue publicada en iTunes de Suecia. Tuvo buena acepción por parte del público sueco y durante media semana estuvo moviéndose por el Top 50 de la lista de ventas de iTunes, llegando al puesto 28.

## Eurovisión 2011
Desde que ganó el Melodifestivalen, siempre ha sido favorita y muchos la dieron como ganadora antes de la final, a pesar de que no ganó.
| Evento            | Número de orden | Posición | Puntos |
| ----------------- | --------------- | -------- | ------ |
| Segunda semifinal | 8               | 1º       | 155    |
| Gran Final        | 7               | 3º       | 185    |

## Posicionamiento
| Listas                  | Posición |
| ----------------------- | -------- |
| Austria Top 40          | 29       |
| Bélgica                 | 24       |
| Denmark Track Listen    | 1        |
| Europe Official Top 100 | 35       |
| Finlandia Top 20        | 17       |
| Irlanda (IRMA)          | 27       |
| Suecia Top 20           | 1        |
| UK Singles Chart        | 76       |